# Heptaèdre
Un heptaèdre est un polyèdre qui a sept faces.
Un heptaèdre peut prendre un nombre surprenant de différentes formes de base, ou topologies. Probablement les plus familiers sont la pyramide hexagonale et le prisme pentagonal. Le tétrahémihexaèdre, dont les sept faces forment un plan projectif rudimentaire, est également remarquable. Aucun heptaèdre n'est régulier.

## Heptaèdres topologiquement distincts

### Convexe
Il existe 34 heptaèdres convexes topologiquement distincts, à l'exclusion des images en miroir,.. (Deux polyèdres sont "topologiquement distincts", s'ils ont intrinsèquement différents arrangements de faces et de sommets tels qu'il est impossible de déformer l'un pour donner l'autre simplement en changeant la longueur des bords ou les angles entre des arêtes ou des faces.).
Un exemple de chaque type est représenté ci-dessous, avec le nombre de côtés sur chacune des faces. Les images sont classées par nombre décroissant de faces à six côtés (le cas échéant), suivies du nombre décroissant de faces à cinq côtés (le cas échéant), etc.
| - Faces: 6,6,4,4,4,3,3 - 10 sommets - 15 arêtes | - Faces: 6,5,5,5,3,3,3 - 10 sommets - 15 arêtes | - Faces: 6,5,5,4,4,3,3 - 10 sommets - 15 arêtes                               | - Faces: 6,5,4,4,3,3,3 - 9 sommets - 14 arêtes                     | - Faces: 6,5,4,4,3,3,3 - 9 sommets - 14 arêtes  |
| - Faces: 6,4,4,4,4,3,3 - 9 sommets - 14 arêtes  | - Faces: 6,4,4,3,3,3,3 - 8 sommets - 13 arêtes  | - Faces: 6,4,4,3,3,3,3 - 8 sommets - 13 arêtes                                | - Faces: 6,3,3,3,3,3,3 - 7 sommets - 12 arêtes Pyramide hexagonale | - Faces: 5,5,5,4,4,4,3 - 10 sommets - 15 arêtes |
| - Faces: 5,5,5,4,3,3,3 - 9 sommets - 14 arêtes  | - Faces: 5,5,5,4,3,3,3 - 9 sommets - 14 arêtes  | - Faces: 5,5,4,4,4,4,4 - 10 sommets - 15 arêtes Prisme pentagonal             | - Faces: 5,5,4,4,4,3,3 - 9 sommets - 14 arêtes                     | - Faces: 5,5,4,4,4,3,3 - 9 sommets - 14 arêtes  |
| - Faces: 5,5,4,3,3,3,3 - 8 sommets - 13 arêtes  | - Faces: 5,5,4,3,3,3,3 - 8 sommets - 13 arêtes  | - Faces: 5,4,4,4,4,4,3 - 9 sommets - 14 arêtes                                | - Faces: 5,4,4,4,3,3,3 - 8 sommets - 13 arêtes                     | - Faces: 5,4,4,4,3,3,3 - 8 sommets - 13 arêtes  |
| - Faces: 5,4,4,4,3,3,3 - 8 sommets - 13 arêtes  | - Faces: 5,4,4,4,3,3,3 - 8 sommets - 13 arêtes  | - Faces: 5,4,4,4,3,3,3 - 8 sommets - 13 arêtes                                | - Faces: 5,4,3,3,3,3,3 - 7 sommets - 12 arêtes                     | - Faces: 5,4,3,3,3,3,3 - 7 sommets - 12 arêtes  |
| - Faces: 4,4,4,4,4,3,3 - 8 sommets - 13 arêtes  | - Faces: 4,4,4,4,4,3,3 - 8 sommets - 13 arêtes  | - Faces: 4,4,4,3,3,3,3 - 7 sommets - 12 arêtes Pyramide triangulaire allongée | - Faces: 4,4,4,3,3,3,3 - 7 sommets - 12 arêtes                     | - Faces: 4,4,4,3,3,3,3 - 7 sommets - 12 arêtes  |
| - Faces: 4,4,4,3,3,3,3 - 7 sommets - 12 arêtes  | - Faces: 4,4,4,3,3,3,3 - 7 sommets - 12 arêtes  | - Faces: 4,3,3,3,3,3,3 - 6 sommets - 11 arêtes                                | - Faces: 4,3,3,3,3,3,3 - 6 sommets - 11 arêtes                     |                                                 |

### Concave
| Six heptaèdres concaves topologiquement distincts (à l'exclusion des images en miroir) peuvent être formés en combinant deux tétraèdres dans différentes configurations.                                                     |                                                                                 |
| 13 heptaèdres topologiquement distincts (à l'exclusion des images en miroir) peuvent être formés en coupant des encoches sur les bords d'un prisme triangulaire ou d'une pyramide à base carrée. Deux exemples sont montrés. | Une variété d'autres heptaèdres est aussi possible. Deux exemples sont montrés. |